# Club La Santa
Club La Santa er et ferie- og sportscenter, beliggende på den spanske ø Lanzarote, som er en af de Kanariske Øer. Club La Santa åbnede den 22. juni, 1983.

## Historien om Club La Santa
Club La Santas bygninger blev opført af den spanske bank La Caja i 1968, men på grund af oliekrisen stod hotellet tomt i nogle år. I 1978 blev det overtaget af det danske rejsebureau Tjæreborg Rejser, der manglede sengepladser til feriegæster. Tjæreborg drev i forvejen to Stella Polaris hoteller i Spanien og et hotel i Østrig. Rejsebureauet var grundlagt i 1949 af pastor Ejlif Krogager (1910-1992) som et busrejsebureau, der voksede sig stort op gennem 1950’erne og tillige begyndte at tilbyde gæsterne flyrejser. I 1962 startede Krogager sit eget flyselskab, Sterling Airways, hvor Lanzarote efterfølgende blev en af destinationerne.
I 1982/1983 blev hotellet omdannet til Club La Santa, hvor ideen var at give familier muligheden for holde en aktiv ferie med vægt på sport og motion. I begyndelsen blev der solgt timeshare lejligheder på feriecentret, men den mulighed foreligger ikke længere. Ejlif Krogager afhændede luftfartsselskabet i 1987 og rejsebureauet i 1989, men beholdt Club La Santa, der fortsat i dag er danskejet og administreres af hans datter og børnebørn.

## Club La Santa i dag
Club La Santa består af 391 lejligheder, der hver typisk indeholder en stue med indbygget køkken, et til fire soveværelser, badeværelse, og terrasse eller balkon. I 2014 blev feriecentret udvidet med 96 hotel-lejligheder, designet af den danske arkitekt Henning Larsen. I alt har Club La Santa plads til 1.600 gæster. Godt en tredjedel af årets gæster er danskere, men også briter og tyskere udgør en del.
Blandt de flere end 40 sportsaktiviteter på centret findes blandt andre mulig for, aerobic, badminton, basketball, beach volley, boksning, bordtennis, cykling, golf, håndbold, kajak, kampsport, løb, mountainbike, pilates, squash, svømning, tennis, triathlon, vandpolo, volleyball, og vindsurfing, samt yoga.
Club La Santa ejes af Familien Krogager gennem aktieselskabet A/S af 3. juni 1986, der igen er ejet af Krogagerfonden. Den samlede formue i de to selskaber er på over 1,2 mia. kroner. Nettoomsætningen var i 2017 på 135 mio. kroner og overskuddet var 15 mio. kroner, Club La Santas egenkapital udgjorde 60 mio. kroner. Club La Santa beskæftiger ca. 300 medarbejdere. Adm. direktør er Frederik Sohns (2017).